# LDraw

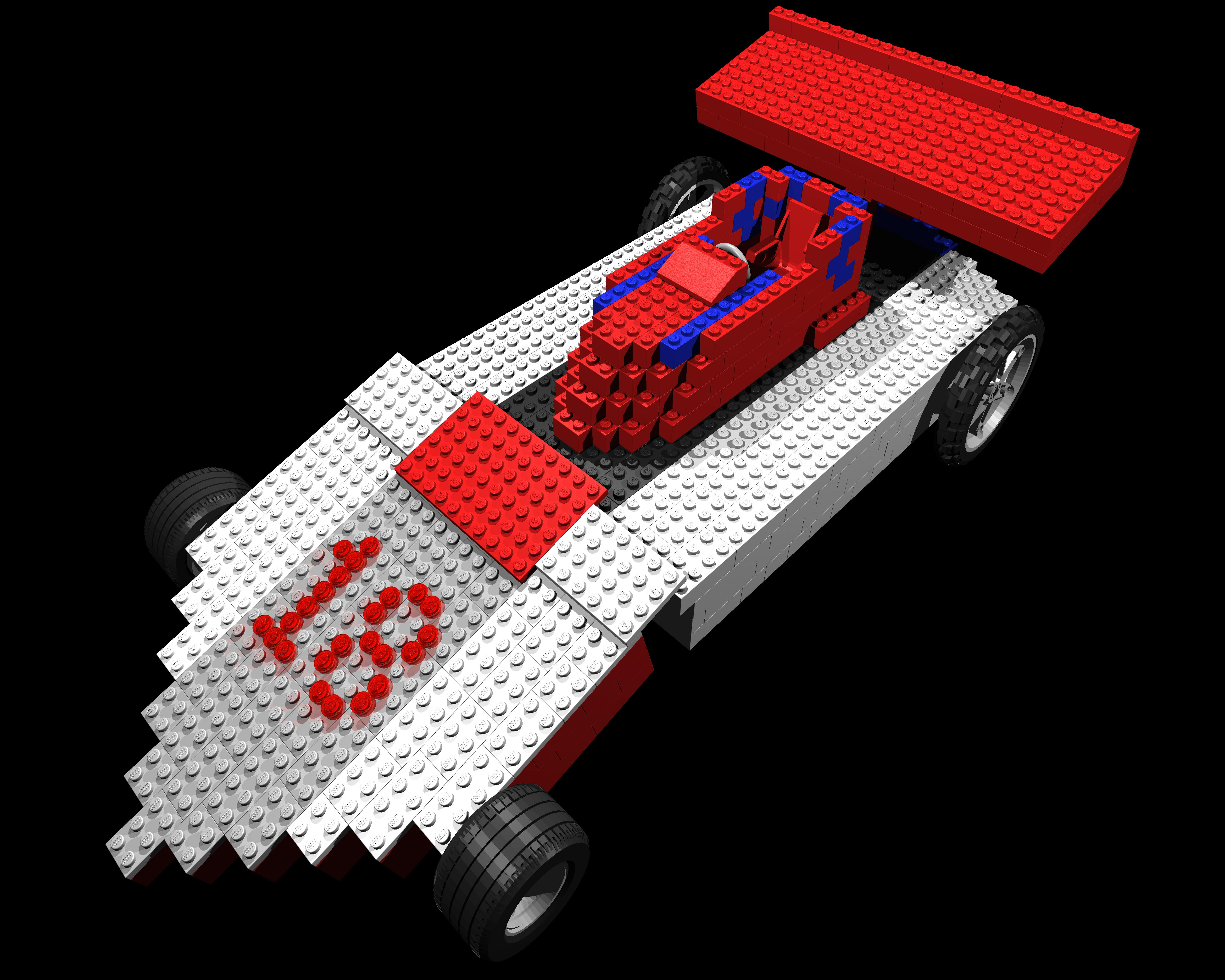
Um carro de corrida LEGO construído com o software LDraw.

O LDraw (LEGO Draw) é um programa de computador aberto para a construção de modelos virtuais (CAD) em 3D, específico para blocos de brinquedo LEGO. 
O formato de arquivos e o programa foram criados por James Jessiman, que também modelou muitas das peças originais na biblioteca de peças que é parte essencial do programa. 
O programa opera em ambiente MS-DOS. Na maioria das vezes os seus usuários recorrem a programas de edição que operam agregados ao LDraw, como por exemplo o MLCAD ou o LeoCAD.
O programa permite ao usuário criar modelos e cenas virtuais, sendo também utilizado para:
- documentar modelos que tenham sido construídos físicamente;
- criar instruções de montagens semelhantes às da LEGO;
- renderização de imagens em 3D com qualidade de fotografia;
- fazer animações.

Desde o falecimento do autor, em 1997, o programa em MS-DOS não conheceu atualizações, sendo considerado obsoleto. Assim, uma variedade de programas tem sido escrita usando a biblioteca de peças LDraw e o seu formato de arquivo.
Os modelos criados com o programa são frequentemente renderizados com o POV-Ray, um programa renderizador de 3D livre.